# Rat du mont Oku
Lamottemys okuensis
Genre
Espèce
Statut de conservation UICN

 EN B1ab(iii) : En danger
Le Rat du mont Oku (Lamottemys okuensis) est un rongeur de la sous-famille des Murinés. C'est la seule espèce du genre Lamottemys. Ce genre a été créé pour une seule espèce découverte en 1986 au Cameroun.
C'est un animal menacé de disparition.

## Référence
- Petter, 1986 : Un rongeur nouveau du Mont Oku (Cameroun) Lamottemys okuensis, gen nov, sp nov; (Rodentia, Muridae). Cimbebasia Series A 8-12 p. 97-105.

### Genre
- (en) Mammal Species of the World (3e  éd., 2005) :  Lamottemys
- (fr + en) ITIS : Lamottemys  Petter, 1986
- (en) Animal Diversity Web : Lamottemys

### Espèce
- (en) Mammal Species of the World (3e  éd., 2005) :  Lamottemys okuensis
- (en) Catalogue of Life : Lamottemys okuensis F. Petter, 1986 (consulté le 15 décembre 2020)
- (fr + en) ITIS : Lamottemys okuensis  Petter, 1986
- (en) Animal Diversity Web : Lamottemys okuensis
- (en) UICN : espèce Lamottemys okuensis Petter, 1986 (consulté le 31 mai 2015)